# غرنوقي لين
غرنوقي لين (الاسم العلمي:Geranium molle) هو نوع من النباتات يتبع جنس الغرنوقي من الفصيلة الغرنوقية.